# Leo Román
Leonardo Román Riquelme (Ibiza, 6 luglio 2001) è un calciatore spagnolo, portiere del Maiorca.

## Carriera

### Club
Ha iniziato la sua carriera nelle serie inferiori del calcio spagnolo con le maglie di Peña Deportiva e Sant Rafel, per poi entrare a far parte della seconda squadra del Maiorca nel 2020. Il 16 dicembre 2021 ha debuttato in prima squadra nell'incontro di Coppa del Re vinto 6-0 contro lo Llanera.
Il 12 luglio 2022 ha prolungato il contratto con il club rossonero ed il 28 giugno 2023 è passato in prestito al Real Oviedo, dove ha trascorso una stagione da portiere titolare in Segunda División.

### Nazionale
Ha giocato nella nazionale spagnola Under-20.
Nel 2023 ha partecipato con la Spagna Under-21 al campionato europeo di categoria, concluso al secondo posto dietro l'Inghilterra.

## Statistiche

### Presenze e reti nei club
Statistiche aggiornate al 1º settembre 2024.
| Stagione        | Squadra         | Campionato      | Campionato | Campionato | Coppe nazionali | Coppe nazionali | Coppe nazionali | Coppe continentali | Coppe continentali | Coppe continentali | Altre coppe | Altre coppe | Altre coppe | Totale | Totale | Totale |
| Stagione        | Squadra         | Comp            | Pres       | Reti       | Comp            | Pres            | Reti            | Comp               | Pres               | Reti               | Comp        | Pres        | Reti        | Pres   | Reti   |        |
| --------------- | --------------- | --------------- | ---------- | ---------- | --------------- | --------------- | --------------- | ------------------ | ------------------ | ------------------ | ----------- | ----------- | ----------- | ------ | ------ | ------ |
| 2018-2019       | Sant Rafel      | TD              | 14         | -20        | CR              | 0               | 0               |                    | -                  | -                  |             | -           | -           | 14     | -20    |        |
| 2019-2020       | Peña Deportiva  | SDB             | 6          | -9         | CR              | 1               | -1              |                    | -                  | -                  |             | -           | -           | 7      | -10    |        |
| 2020-2021       | Maiorca B       | SDB             | 25         | -14        |                 | -               | -               |                    | -                  | -                  |             | -           | -           | 25     | -14    |        |
| 2021-2022       | Maiorca B       | PDR             | 10         | -5         |                 | -               | -               |                    | -                  | -                  |             | -           | -           | 10     | -5     |        |
| 2021-2022       | Maiorca         | PD              | 2          | -5         | CR              | 3               | -2              |                    | -                  | -                  |             | -           | -           | 5      | -7     |        |
| 2022-2023       | Maiorca         | PD              | 1          | 0          | CR              | 1               | 0               |                    | -                  | -                  |             | -           | -           | 2      | 0      |        |
| 2023-2024       | Real Oviedo     | SD              | 46         | -41        | CR              | 0               | 0               |                    | -                  | -                  |             | -           | -           | 46     | -41    |        |
| 2024-2025       | Maiorca         | PD              | 1          | 0          | CR              | 0               | 0               |                    | -                  | -                  |             | -           | -           | 1      | 0      |        |
| Totale carriera | Totale carriera | Totale carriera | 105        | -94        |                 | 5               | -3              |                    | -                  | -                  |             | -           | -           | 110    | -97    |        |